# Манастир Осовица
Манастир Осовица је манастир Српске православне цркве, припада Епархији бањалучкој.
Манастир се обнавља на темељима некадашњег манастира. Темељи манастира откривени су 2003. године на локалитету Манастириште поред речице Осовице на Мотајици. Старост темеља се датира на крај 13. или почетак 14. века.

## Повест
Стари манастир је припадао области Усора, која је била под влашћу Владислава Другог, сина Стефана Драгутина. Први пут је рушен почетком 16. века, „када су Турци освојили Босну”. Касније је више пута обнављан током 17. века, када је опустео све до 2003. године, када је започета његова обнова.
Манастир Осовица се у многим документима помиње заједно са манастиром Ступље, а судбина манастира је уско повезана са манастиром Ступље јер су заједно и пострадали у Аустријско-турским ратовима који су на овим теренима вођени током 17. и 18. века. Након разарања манастира муслимани су се населили на овом терену, тј. подручју јужно од Саве, која је била природна граница дуго времена. Почетком 19. века турски капетан из Кобаша је сав камен од порушене цркве продао Аустријанцима у славонском Кобашу, за градњу кућа. Само је темељ остао.
У манастиру Гомионица је сачуван манастирски печат манастира Осовице. Он се 1883. године налазио код свештеника поп Косте Душанића.
Обнова манастира започета 2003. године са благословом епископа бањалучког Јефрема је још у току. Гради се црква, конак, трпезарија. Старешине манастира били су: монах Доситеј Црнчевић (2008—2014), архимандрит Теофил Димитрић (2014—данас).
Дана 25. јула 2017. манастир је освештан уз присуство патријарха српског Иринеја.